# Літо кохання

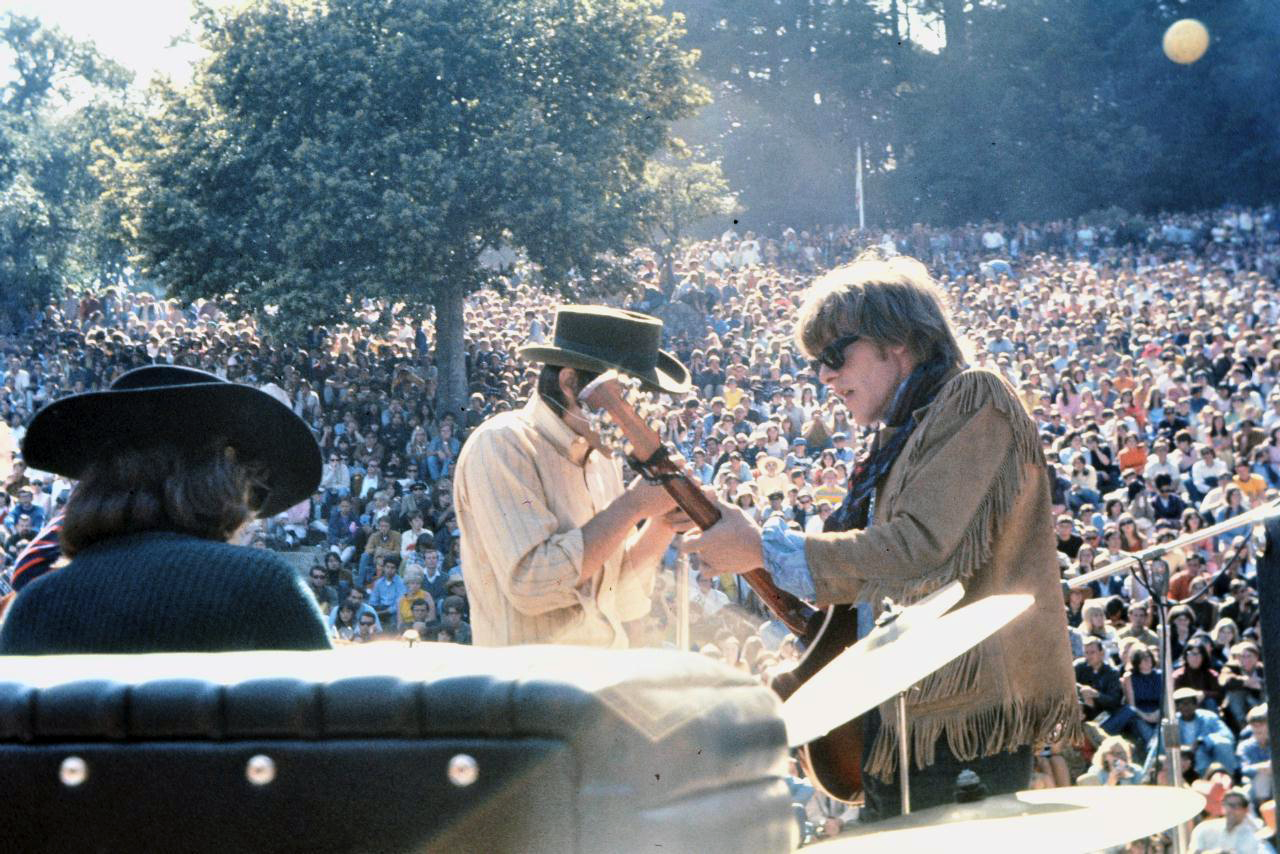
Jefferson Airplane у червні 1967 виступає на сцені Ярмарку фантазій, однієї з багатьох мистецьких акцій того літа поблизу Сан-Франциско

Літо кохання (англ. The Summer of Love) — соціальний феномен, що мав місце влітку 1967 року в США, коли близько 100 000 людей, переважно молодь із субкультури хіпі, зібралися в районі Сан-Франциско Гейт-Ешбері. В ширшому сенсі літо кохання охоплює тогочасні музику хіпі, сплеск інтересу до галюциногенних наркотиків, антивоєнний рух та рух вільного кохання по всьому Західному узбережжю Сполучених Штатів і аж до Нью-Йорка.
Хоча літо кохання часто розглядається як важлива культурна подія, його фактичне значення для звичайних молодих людей того часу поза США, зокрема у Британії, заперечується.

## Культурно-історичне тло

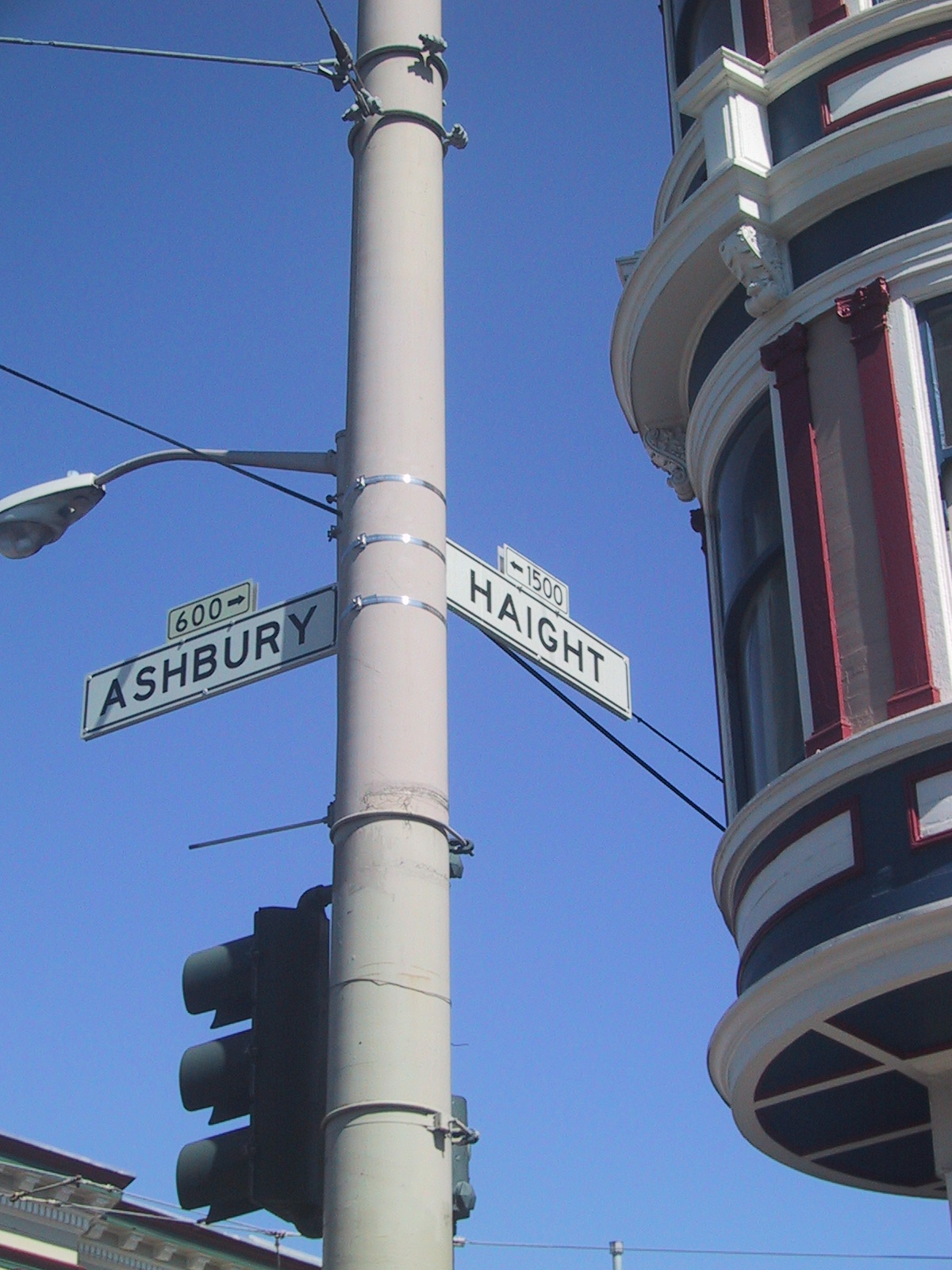
Перехрестя Гейт-стріт і Ешбері-стріт, верхній квартал Гейт, Сан-Франциско, визнається осердям Літа кохання

### Хіпі
Літо кохання найчастіше розглядається в контексті розвитку цієї субкультури, хоча, звісно, не кожен з його учасників обов'язково був її частиною. Втім, хіпі, відомі також як діти квітів, і так були дуже різнорідною групою. Для одних важливою була колективна дія, життя в спільноті, когось удовільняло й індивідуальне самоствердження. Багато хто з них сповідував ідеї, близькі до лібертаріанства і анархізму (антиетатизм), хтось відкидав споживацькі цінності та переважна більшість виступали проти війни у В'єтнамі.
Небагато з них цікавилися політикою; інші більше переймалися самореалізацією в мистецтві (особливо музиці, поезії, живописі) або духовних і медитативних практиках, особливо східних, як-от дзен. Легкі наркотики (ЛСД, марихуана) були способом досягти тих же змінених станів свідомості та пов'язаних із ними одкровень, до яких вели ці духовні практики (див. нижче розділ Вживання наркотиків). Деякий інтерес також проявлявся до культури, духовних вчень і ритуалів корінних народів Америки. Більшість хіпі відкидали норми патріархальної моралі і водночас сповідували ненасильництво. Свобода була єдиною спільною для всіх цінністю.
Соціально-демографічною базою руху були переважно молоді люди і підлітки з білих сімей середнього класу. Зовнішнім виглядом хіпі підкреслювали свою контркультурність, зокрема, оголеністю і відмовою від гоління. В одязі віддавали перевагу речам, створеним або принаймні видозміненим своїми руками, іноді підкреслено бідним, іноді зі східними (індійськими) мотивами, цей стиль відомий як бохо. Квіти в зачісках, на одязі й аксесуарах (часто домальовані, вишиті або пришиті з клаптів) стали одним з загальновживаних символів.

### Культура Сан-Франциско
Учасники Літа кохання були натхненні твором В дорозі Джека Керуака (1957), богемним життям і творчістю біт-покоління американських авторів 1950-х років, з яких декотрі мешкали на півночі Каліфорнії, поблизу Сан-Франциско (зокрема, Кен Кізі з його комуною «Merry Band of Pranksters»). Ті, хто зібрався в Гейт-Ешбері протягом 1967 року, проголошували відмову від конформізму і матеріалістичних цінностей сучасного їм життя на користь психоделії; наголошували на обміні на противагу капіталістичному визиску та іноді на житті спільноти на противагу західному індивідуалізму.
Берклі, місцеве відділення Університету штату Каліфорнія, був важливим осередком антивоєнного руху, інтелектуальним та організаційним центром нових лівих. Хоча їхнє ставлення до культури хіпі загалом не було однозначно позитивним, вони мали вплив на частину учасників і використовували цей майданчик, як до того співпрацювали з організаторами «Human Be-In». В кінці 1966 ліві та демократи зазнали жорстокої поразки на виборах губернатора та представників штату в Конгресі США, до влади в Каліфорнії прийшов Рейган, послідовний прихильник корпоративного капіталізму і війни у В'єтнамі, що обіцяв жорстко придушувати акти громадянської непокори. Ця поразка посилила ескапістські настрої в вільнодумному середовищі студентів, митців і активістів.
В Сан-Франциско з 1950-х працює потужний центр дзен (San Francisco Zen Center), що підтримує зв'язки з відомими духовними лідерами й дослідниками цієї течії буддизму з Японії, США та всього світу.
З 1966 року в Гейт-Ешбері діяла група радикальних активістів вуличного театру Diggers, які заснували там безплатний магазин, а 7 червня 1967 року відкрилася Вільна лікарня Гейт-Ешбері з загальнодоступними медичними послугами.
Також у передмісті Сан-Франциско, Монтереї щороку проводився джазовий фестиваль, а в червні 1967-го було вирішено провести там фестиваль популярної музики, який розглядають як один із перших рок-фестивалів. В травні-червні в хіт-парадах лідирувала випущена для його промоції пісня San Francisco з багатьма відсилками до хіпі-культури. Слова love-in у тексті пісні є відсилкою до події Human Be-In, чий спосіб проведення і назва стали шаблоном для багатьох подібних подій та впізнаваними, завдяки увазі медіа.

### Human Be-In
Прелюдією до «Літа кохання» стало дійство, відоме як «Human Be-In» у парку Золота Брама 14 січня 1967 року, спродюсоване та організоване художником Майклом Боуеном.
Це був протест проти заборони ЛСД у штаті Каліфорнія та водночас мистецька подія з виступами зірок поезії, як-от Аллен Гінзберг, Лоуренс Ферлінгетті, Гері Снайдер, культових рок-гуртів Grateful Dead, Jefferson Airplane та багатьох інших. Саме на цьому заході Тімоті Лірі вперше озвучив свою фразу «увімкни, налаштуй, відкинь» (turn on, tune in, drop out). Утопічні погляди Лірі та інших діячів психоделічної культури, узагальнені цією фразою, згуртували контркультуру хіпі, стали гаслом бунту 1960-х років. Їхні ідеї включали спільне життя, експериментування з психоделіками задля духовного розвитку, політичну децентралізацію та вихід із нормального суспільства. Термін «dropping out» (відкидати погляди або участь у чомусь, означає також відрахування з навчального закладу) став популярним серед багатьох студентів і старшокласників, багато з яких пожертвували традиційним продовженням навчання влітку чи навіть більшим, щоби побути хіпі.

Анонс події в хіпі-газеті Гейт-Ешбері The San Francisco Oracle проголошував:
Новий спосіб святкування глибше людського андеґраунда має з'явитися, стати усвідомленим і ширитися, щоб дати шлях революції разом з відродженням співчуття, притомності і любові та стати одкровенням єдності для всього людства.Оригінальний текст (англ.)
A new concept of celebrations beneath the human underground must emerge, become conscious, and be shared, so a revolution can be formed with a renaissance of compassion, awareness, and love, and the revelation of unity for all mankind.
Зібрання приблизно 30 000 людей на Human Be-In допомогло популяризувати рух і ідеї хіпі.

### Планування
Термін «Літо кохання» виник з утворенням Ради літа кохання навесні 1967 року на тлі гуртування молоді в районі Гейт-Ешбері. Рада складалася з хіпі-комуни Family Dog, театру Straight, активістів Diggers, редакції The San Francisco Oracle та приблизно 25 інших людей, які намагалися пом'якшити деякі проблеми, очікувані через наплив молоді протягом літа. Рада також допомогла Безкоштовній клініці та організувала житло, харчування, санітарію, музику та мистецькі події, підтримувала координацію з місцевими церквами та іншими соціальними групами.
5 квітня 1967 року Рада провела пресконференцію, вперше публічно заявивши про «Літо кохання». Художник психоделічних плакатів Боб Шнепф отримав замовлення від Чета Гелмса, засновника Family Dog і одного з лідерів Ради, створити офіційний плакат, який скоро став одною з ікон епохи. Офіційний початок було намічено на 21 червня, день літнього сонцестояння і початок астрономічного літа.

## Початок

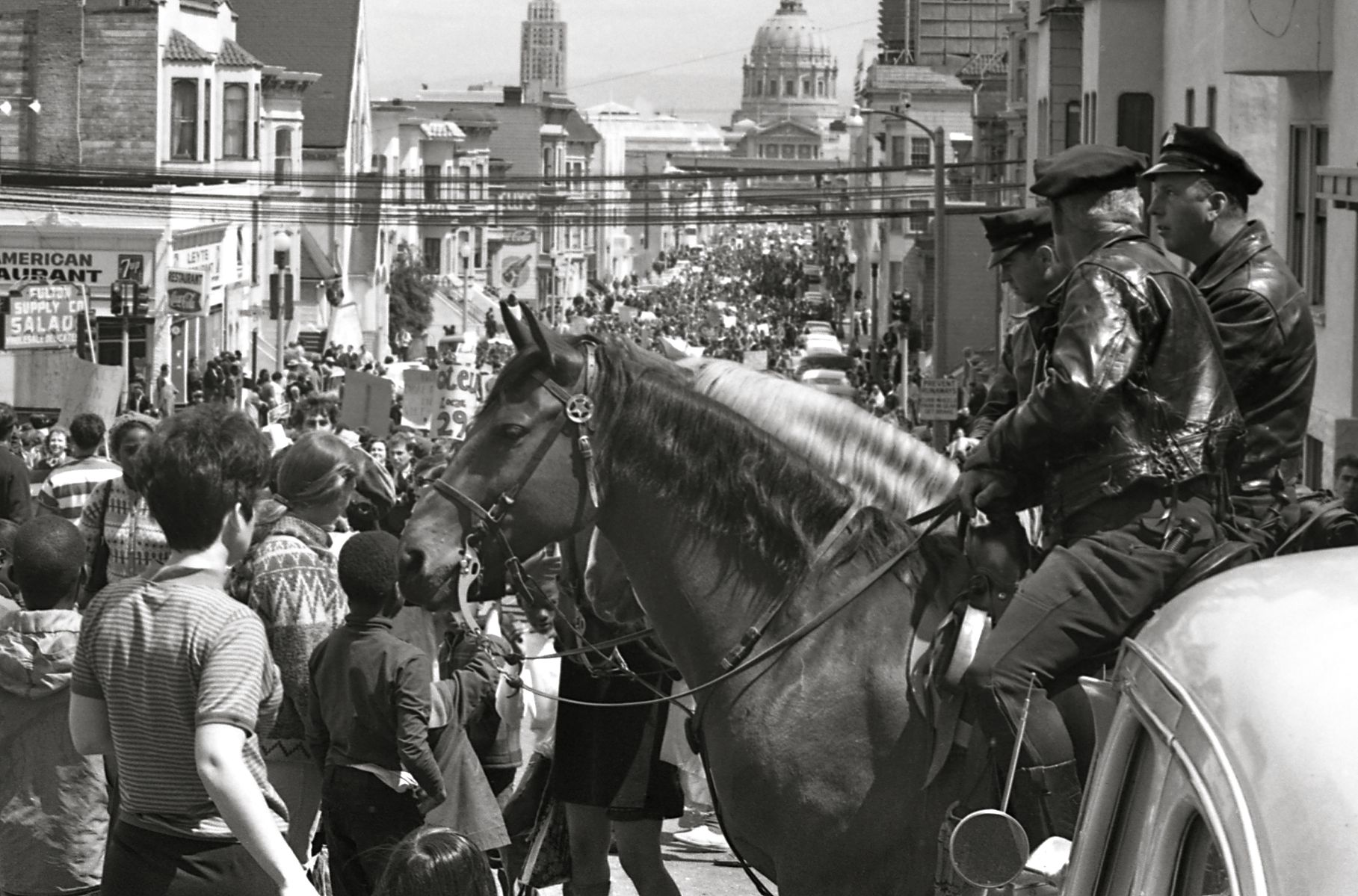
Антивоєнний марш 15 квітня 1967 в Сан-Франциско

### Прибуття молоді
Вже під час весняних канікул 1967 року студенти коледжів, старшокласники, молодь і неповнолітні, що втікали з дому, почали збиратися в Фріско (неформальна назва міста Сан-Франциско). Джон Ф. Шеллі, тодішній мер та Наглядова рада міста, були сповнені рішучості зупинити наплив молоді після закриття шкіл на літо. Однак своїми заявами і діями вони мимоволі привернули додаткову увагу до ситуації. Серія статей у San Francisco Examiner і San Francisco Chronicle повідомили національні ЗМІ та громадськість про наплив хіпі звідусіль.

### Популяризація події
Висвітлення ЗМІ напливу хіпі в Гейт-Ешбері привернуло увагу молоді з усієї Америки. Гантер С. Томпсон з The New York Times Magazine вигадав назву «Гешбері» (Hashbury, гра слів: співзвучне «Гейт-Ешбері» і водночас «Hash» сленговій назві гашишу та марихуани і «Bury»-«borough» містечко або район). 6 лютого 1967 року Newsweek надрукував чотиристорінкову кольорову статтю Відраховані з місією (англ. Dropouts on a Mission, обігруючи згадане поняття «dropping out»). 17 березня журнал Time опублікував «Love on Haight» (знову гра слів, назва району Haight співзвучна до «hate», ненависть, або може прочитана як «hight» і тоді це «Кохання на висоті»). 6 червня 1967 Newsweek надрукував статтю «Хіпі йдуть». Про події в районі національні ЗМІ повідомляли майже щодня.
Про подію повідомляли і преса контркультурного руху, зокрема San Francisco Oracle, кількість читачів якої того літа перевищила півмільйона людей, і Berkeley Barb.
Репортажі про «контркультуру» стосувались і інших подій у Каліфорнії, таких як Ярмарок фантазій і Фестиваль чарівної гірської музики в окрузі Марін і Поп-фестиваль Монтерей, обидва в червні 1967 року. Монтерей у перший день музичного фестивалю зібрав приблизно 30 000 осіб, а в останній день їх кількість зросла до 60 000. Висвітлення в ЗМІ поп-фестивалю в Монтереї сприяло проведенню Літа кохання, оскільки багато хіпі опинились і лишились у Сан-Франциско, вирушивши до Каліфорнії, щоб послухати улюблені гурти: The Who, Grateful Dead, The Animals, Jefferson Airplane, Quicksilver Messenger Service, The Jimi Hendrix Experience, Отіса Реддінга, The Byrds і Big Brother and the Holding Company за участю Дженіс Джоплін.

### «Сан-Франциско (Не забудь вплести квіти у волосся)»
Музикант Джон Філліпс із групи The Mamas & the Papas написав пісню San Francisco (Be Sure to Wear Flowers in Your Hair) для свого друга Скотта Маккензі. Пісня мала популяризувати поп-фестиваль у Монтереї (Філіпс був його співорганізатором) і рух дітей квітів у Сан-Франциско.
|  | Якщо їдеш у Сан-Франциско, Маєш квіти у волосся заплести. Якщо їдеш у Сан-Франциско, Там людей чарівних стрінеш ти. Хто поїде в Сан-Франціско, Літо принесе закоханості тим. Там, на вулицях у Фріско — Ніжні люди, у волоссі в них квітки́. |

Випущена 13 травня 1967 року пісня мала великий успіх. До тижня, що закінчився 1 липня 1967 року, вона досягла четвертого місця в Billboard Hot 100 у Сполучених Штатах, де залишалася чотири тижні поспіль. Також вона була № 1 у чартах Великобританії та більшої частини Європи. Вважається, що було продано понад 7 мільйонів копій синглу по всьому світу.
Іншим славнем літа кохання стала пісня Бітлз. 25 червня 1967 в рамках всесвітнього телемарафону «Наш світ» вони презентували свій хіт All You Need Is Love.

## Події

### Кінець травня 1967. Нью-Йорк
На Мангеттені, поблизу району Гринвіч-Віллідж, під час концерту в парку Томпкінс-сквер у День пам'яті 1967 року деякі поліцейські попросили зменшити гучність музики. У відповідь деякі люди з натовпу почали кидати всілякі предмети, поранивши 7 поліцейських, відбулися сутички і 38 любителів музики потрапили під арешт. Між мером Джоном Ліндсі та комісаром поліції Говардом Р. Лірі розгорнулася дискусія про «загрозу хіпі». Після цієї події Аллан Кацман, редактор газети East Village Other, опублікував прогноз, що 50 000 хіпі приїдуть в Нью-Йоркський Іст-Вілідж влітку.

### Каліфорнія
Вдвічі більше, близько 100 000 молодих людей з усього світу, зібралися у районі Гейт-Ешбері в Сан-Франциско, а також у сусідньому Берклі та інших містечках району затоки Сан-Франциско, щоби приєднатися до руху хіпі, який ЗМІ зробили відомим. Тут діяла Безкоштовна клініка для безоплатного лікування, а Безплатний магазин безкоштовно роздавав предмети першої необхідності всім, хто їх потребував.
Літо кохання привабило широке коло людей різного віку: підлітків та студентів коледжів, залучених однолітками та спокусою стати частиною культурної утопії; відпочиваючі середнього класу; навіть вечірки військового персоналу з баз неподалік. Гейт-Ешбері не міг прийняти цей наплив людей, і ситуацію в районі швидко погіршували проблеми перенаселення, безпритульності, голоду, зловживання наркотиками та злочинності.

### Вересень 1967. Денвер
Чет Гелмс, Баррі Фей та інші, хто створював The Family Dog Denver влітку 1967 року, також провели Human Be-In у міському парку Денвера, щоб використати атмосферу Summer of Love для просування нової компанії Helm Family Dog Productions, що стартувала у вересні 1967 року. 5000 людей відвідали Be-In, під час виступів Grateful Dead, Odetta та Captain Beefheart. Повідомляється також про присутність Кена Кізі і Тімоті Лірі там. Як зазначає уродженець Денвера Брюс Бонд у документальному фільмі «Історія собаки» 2021 року: «Літо кохання не закінчилося у Фріско. Воно просто переїхало на схід, до Денвера».

## Вживання наркотиків
Того літа вживання психоделічних наркотиків стало поширеним явищем. Гітарист Grateful Dead Боб Вейр коментував:
Гейт Ешбері був гетто богеми, яка хотіла робити все, що завгодно, і ми це робили… Так, був ЛСД. Але Гейт Ешбері був не про наркоманію. Це було дослідження, пошук нових способів вираження, усвідомлення свого існування.
Після втрати посади викладача на факультеті психології Гарвардського університету Тімоті Лірі став головним прихильником рекреаційного використання психоделічних препаратів на Східному узбережжі США. З п'ятдесятих років маючи досвід прийому псилоцибіну, психоактивної речовини, що виробляється певними грибами та викликає ефекти, подібні до ЛСД, Лірі схвалив використання всіх психоделіків для особистого розвитку. Він часто запрошував друзів, а також випадкових аспірантів вживати такі наркотики разом із ним та колегою Річардом Альпертом.

На Західному узбережжі автор Кен Кізі, колишній волонтер спонсорованого ЦРУ експерименту з ЛСД на початку шістдесятих років, також виступав за вільне використання цього наркотику. Незабаром після участі в експерименті він написав роман-бестселер «Пролітаючи над гніздом зозулі». Згодом, купивши старий шкільний автобус, розмалювавши його психоделічними графіті та залучивши групу однодумців («Merry Pranksters»), Кізі здійснив подорож країною, під час якої давали всім бажаючим невеликі дози легального на той час ЛСД, називаючи це «кислотним тестом» (acid tests). Пітер Берґ, активіст вуличного театру із Сан-Франциско так висловився щодо ролі психоактивних речовин у тогочасних подіях:
|  | Як іменували епоху Кеннеді? Камелот. Літо кохання було своєрідним Камелотом Психоделічної революції... Я не думаю, що Психоделічна революція могла відбутися без ЛСД. Я не певен, що самому лише проактивному маніфестуванню вистачило би для цього сміливості. Beat Generation зробили б це, якби могли. Хіппі зробили, бо в них був ЛСД. |

Поряд із ЛСД у цей період почали активно вживати канабіс. Однак у результаті зросла злочинність серед споживачів і були прийняті нові закони для контролю за використанням обох наркотиків. Натомість прихильники вживання часто проводили акції проти цих законів, як Human Be-In, про яку згадувалося вище, а також різні «smoke-ins» протягом липня та серпня; їхні зусилля щодо скасування заборон були марними.

## Похорон і вплив у наступні роки

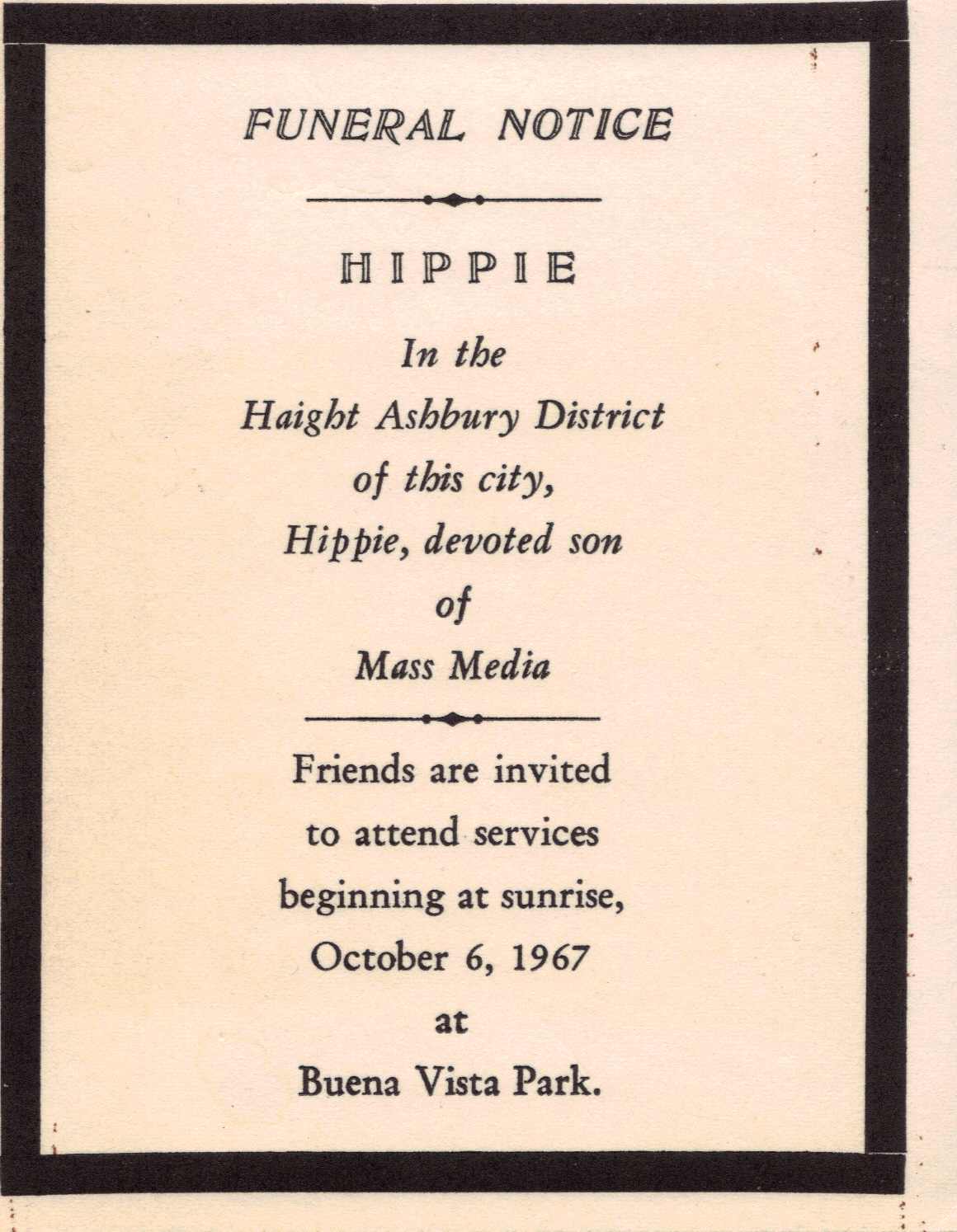
Фальшиве повідомлення про похорон Хіпі

До кінця літа багато учасників покинули місце подій, щоби приєднатися до інших рухів кінця 1960-х років, відновити навчання або просто влаштуватися на роботу. Багато активістів з Західного узбережжя взяли участь в акції 24 серпня на Мангеттенській біржі, осінньому марші на Пентагон і в русі Yippie, що став відомим завдяки подіям наступного року під час з'їзду Демократичної партії США. Ті, хто залишився в Гейті, хотіли відзначити завершення події. 6 жовтня 1967 року відбулася похоронна церемонія під назвою «Смерть хіпі», його організаторка Мері Каспер пояснила мету:

Ми хотіли подати сигнал, що, все, фініш, годі тут стирчати, несіть революцію туди, звідки ви приїхали, і не їдьте сюди більше, бо тут усе закінчено.
Оригінальний текст (англ.)
We wanted to signal that this was the end of it, to stay where you are, bring the revolution to where you live and don't come here because it's over and done with.
На Нью-Йоркській Оф-Бродвей сцені 17 жовтня 1967 року відбулася прем'єра рок-мюзиклу «Волосся», який розповідав про контркультуру хіпі та сексуальну революцію 1960-х років.

## Спадщина

### Друге літо кохання
«Друге літо кохання» (термін, який зазвичай вживають щодо літніх сезонів 1988 та 1989 років) було ренесансом ейсід-хаус-музики та рейв-вечірок у Британії. Ця субкультура підтримувала вживання МДМА та частково ЛСД. Мистецтво загалом апелювало до психоделічних емоцій, що нагадувало про 1960-ті.

### 40-річчя
Влітку 2007 року Сан-Франциско відзначив 40-ву річницю Summer of Love, провівши численні заходи по всьому регіону, кульмінацією яких 2 вересня 2007 року став концерт Summer of Love у Голдені Гейт парк (Спідвей-Медоуз). Понад 150 000 людей відвідали цю 40-ву річницю події.

### 50-річчя

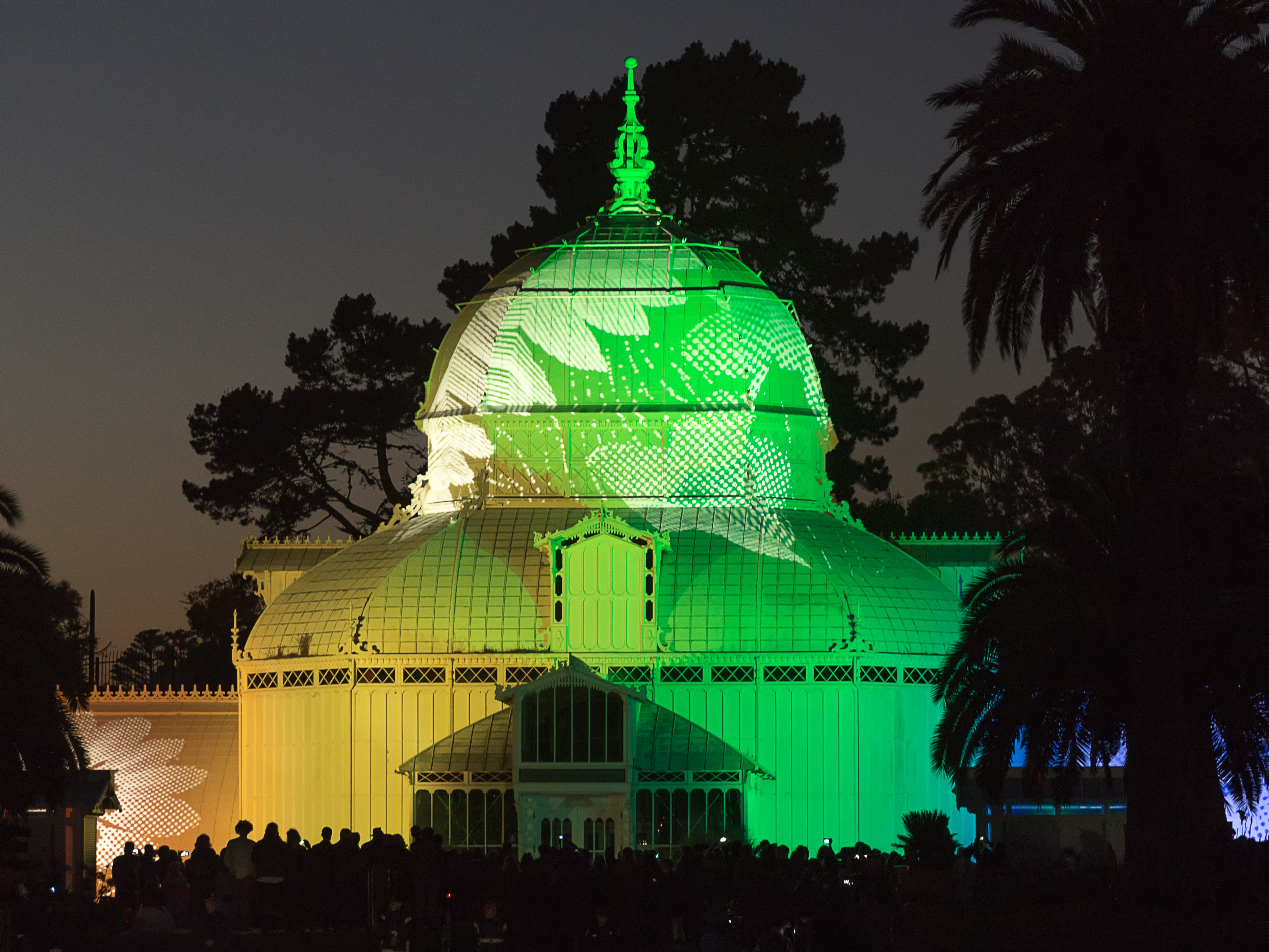
Ілюмінація Оранжереї Квітів 21.06.2017

У 2016 році 2b1 Multimedia та The Council of Light почали планувати нову вечірку на 50-ту річницю Summer of Love у парку Golden Gate у Сан-Франциско. Був оголошений конкурс плакатів, до якого долучилися 25 ілюстраторів. До ради звернулися багато гуртів і музикантів, які хотіли взяти участь у цій історичній події, і всі чекали на визначення дати. Однак нові правила Департаменту парків і відпочинку Сан-Франциско заборонили проводити безкоштовні заходи планованого масштабу. Тому в 2017 році в Сан-Франциско було багато заходів, присвячених 50-річчю Літа кохання. Проте великого безкоштовного концерту не було. Пізніше департамент погодив захід, який спочатку називався «Вечірка літнього сонцестояння», а за два тижні до початку був перейменований на «50-річчя літа кохання». У заході було менше 20 000 відвідувачів з району затоки.
Влітку 2017 року Сан-Франциско відзначив 50-ту річницю Літа кохання, провівши численні заходи та художні виставки. У Ліверпулі міська влада влаштувала фестиваль 50 літ любові (50 Summers of Love), присвячений 50-річчю виходу 1 червня 1967 року альбому The Beatles Sgt Pepper's Lonely Hearts Club Band.

## Подальше читання
- Lee, Martin A.; Shlain, Bruce (1985). Acid Dreams: The CIA, LSD, and the Sixties Rebellion. New York: Grove Press. ISBN 0-394-62081-X. IDBN 0-394-55013-7.
- Engebråten, Linda (2010). 1967 : a year in the life of The Beatles : history, subjectivity, music. Masteroppgave. University of Oslo Library.